# بوب جوسلين
بوب جوسلين (بالإنجليزية: Bob Goslin)‏ مواليد 9 أكتوبر 1927 في ويلينغتون - الوفاة 9 أكتوبر 1988، كان ملاكم محترف نيوزلندي صنّف ضمن فئة وزن الديك. سبق أن شارك في دورة الألعاب الأولمبية الصيفية سنة 1948.

## إحصائيات
خاض خلال مسيرته 3 نزالا، فاز في 1 ولم يتعادل وخسر في 2. فاز بالضربة القاضية في 0 نزالا.

## روابط خارجية
- بوب جوسلين على موقع بوكس ريك (الإنجليزية) (registration required)
- بوب جوسلين على موقع أوليمبيديا (الإنجليزية)
- بوب جوسلين على موقع اللجنة الأولمبية النيوزيلندية (الإنجليزية)